# Primula barbicalyx
Primula barbicalyx är en viveväxtart som beskrevs av Charles Henry Wright. Primula barbicalyx ingår i släktet vivor, och familjen viveväxter. Inga underarter finns listade i Catalogue of Life.